# Antzuola
Antzuola è un comune spagnolo di 1 899 abitanti situato nella comunità autonoma dei Paesi Baschi.